# Primera dinastia d'Ur
La primera dinastia d'Ur (Ur I) estava formada per un grup de reis que es mencionen a la llista reial sumèria, que van exercir l'hegemonia a Sumer amb centre a Ur, després de l'hegemonia d'Uruk. Haurien governat a la meitat del tercer mil·lenni. Al final l'hegemonia va passar a Awan. Els sobirans van ser:
- Mesh-Ane-Pada d'Urim: que va regnar 80 anys
- Mesh-Ki-Ang-Nanna d'Urim: 36 anys
- Elulu d'Urim: 25 anys
- Balulu d'Urim: 36 anys[1]